# Münsterviertel (Hof)

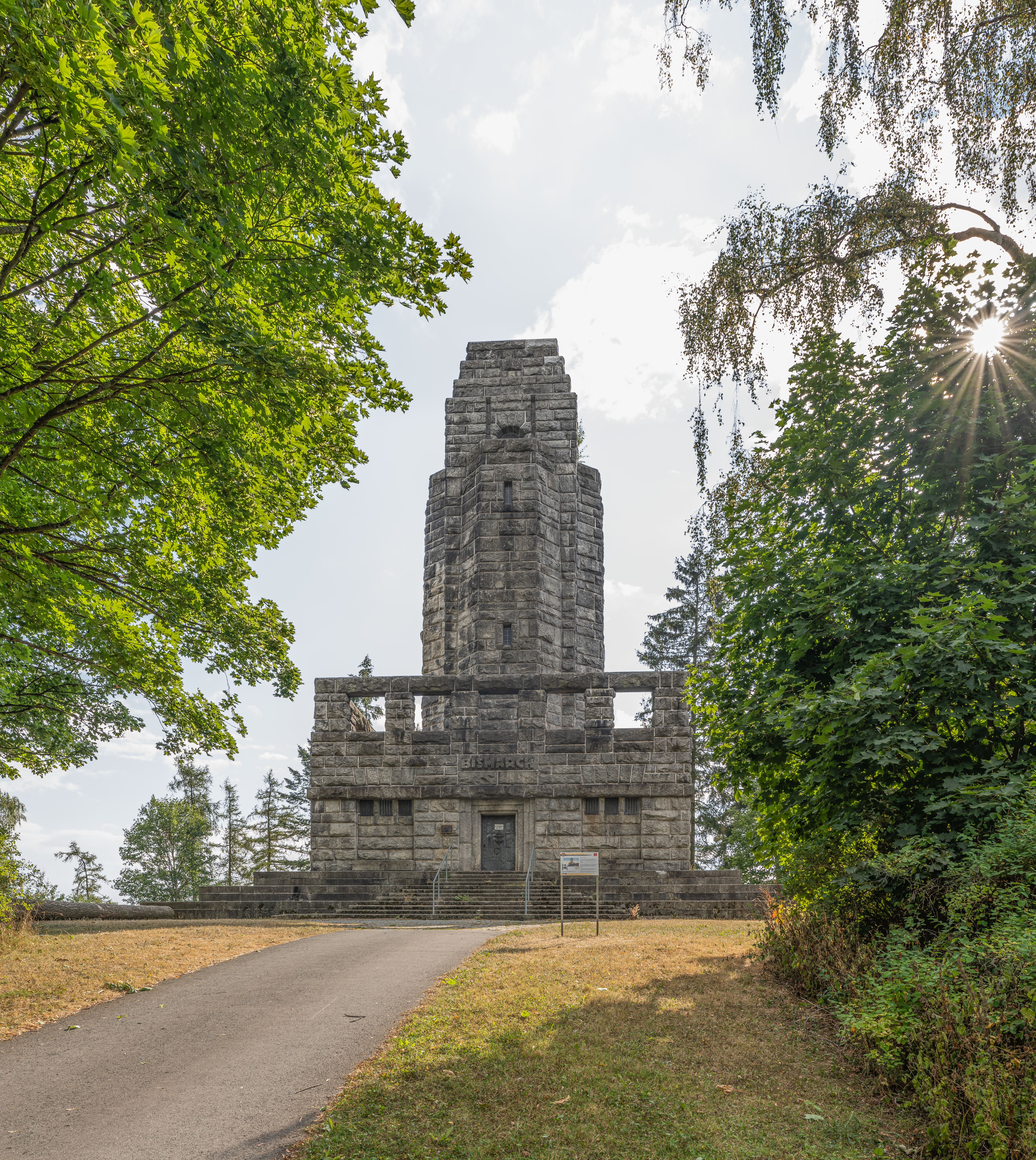
Hofer Bismarckturm

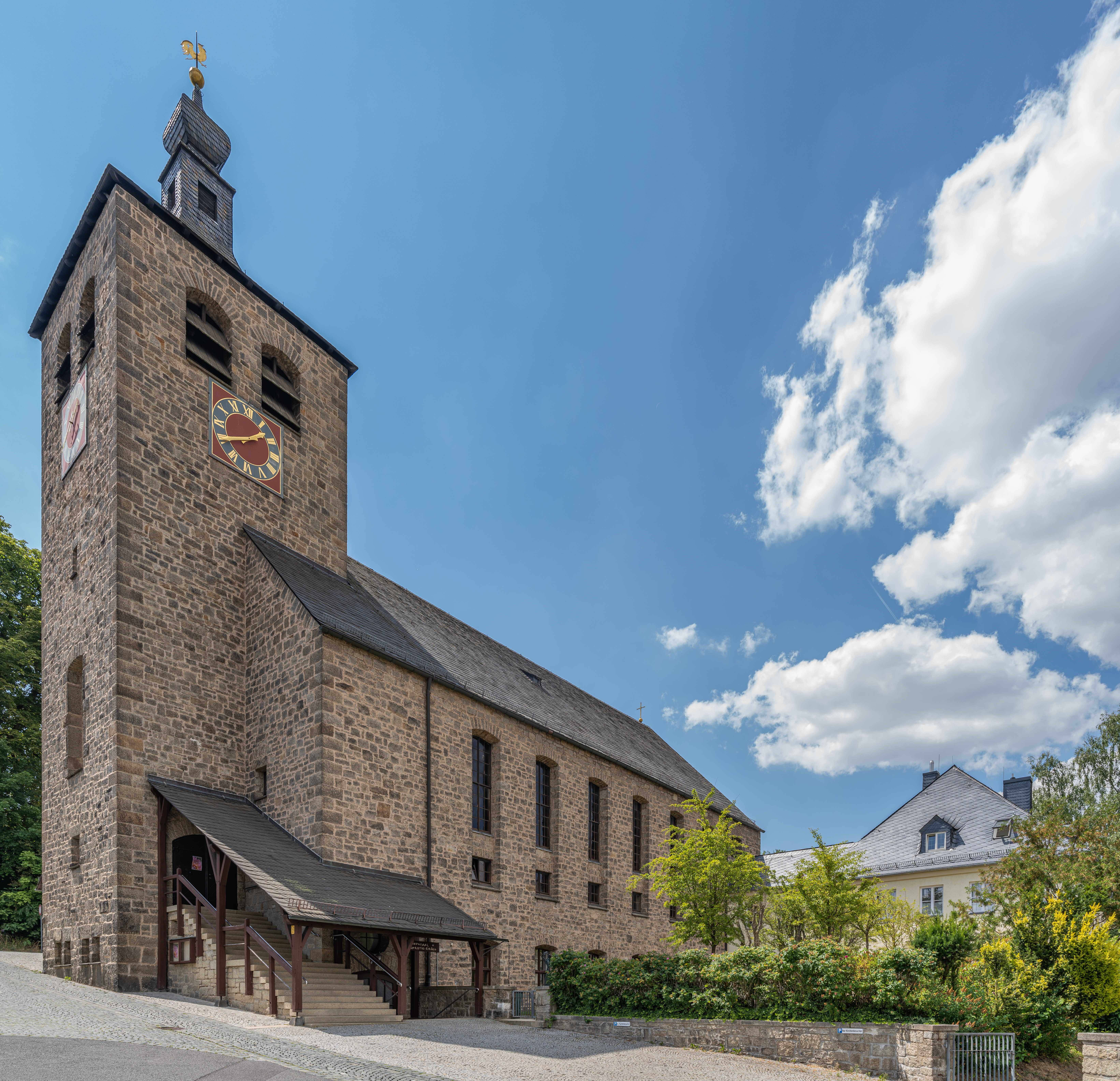
Christuskirche

Das Münsterviertel ist ein Stadtteil der kreisfreien Stadt Hof in Bayern.

## Lage, Geschichte und Sehenswürdigkeiten
Das Münsterviertel liegt im Westen des Hofer Stadtgebiets. Im Stadtteil befindet sich die Gemarkung Rosenbühl.
Nach der Bebauung in der Gründerzeit wurden in den 1950er Jahren weitere Areale erschlossen. Zukünftig soll am Rosenbühl ein Wohngebiet mit 55 Wohnplätzen entstehen.
Der Hofer Bismarckturm wurde 1914 am Rosenbühl erbaut. Bereits im Jahr 1885 wurde anlässlich des 70. Geburtstags von Otto von Bismarcks eine Bismarckeiche gepflanzt. Zudem wurde er Ehrenbürger der Stadt. Im Süden des Stadtteils befindet sich die evangelische Christuskirche, die 1939 erbaut wurde.
Zwischen der Äußeren Bayreuther Straße und der Ossecker Straße befinden sich an der Ernst-Reuther-Straße das Denkmal für Heinrich Gerber und ein  Modell des Gerberträgers.

## Öffentliche Einrichtungen und Verkehr
Im Schulzentrum unterhalb des Bismarckturms  befinden sich die Max-Reger-Schule (Zweigschule der Eichendorffschule), die Realschule Hof, das Johann-Christian-Reinhart-Gymnasium und die Fachakademie für Sozialpädagogik (FAKS). Im Stadtteil befindet sich die Agentur für Arbeit Bayreuth-Hof.
Der Stadtteil wird von den Linien 2, 3, 8 und 10 der HofBus GmbH bedient. Durch den Stadtteil verläuft die Ernst-Reuter-Straße (B2 und B15).

## Bildergalerie

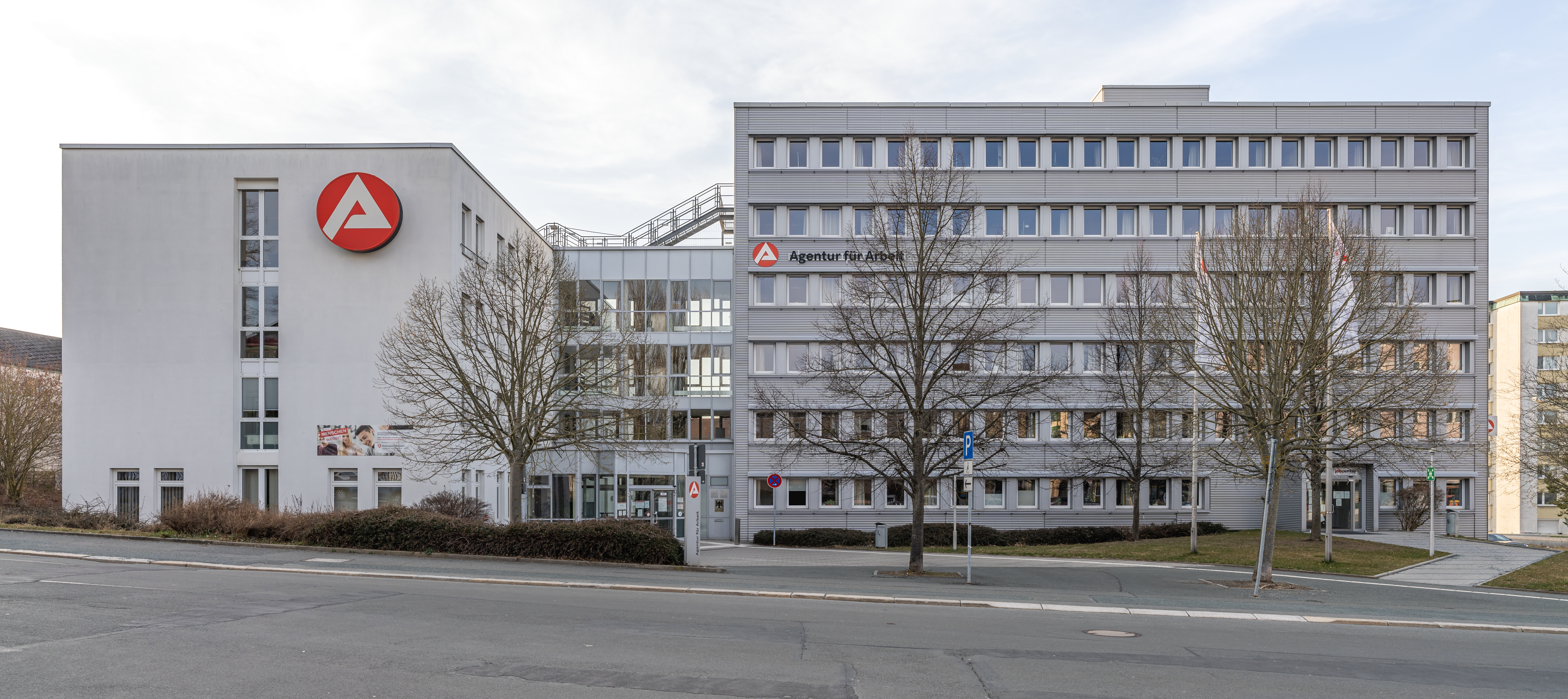
Agentur für Arbeit
Ernst-Reuter-Straße
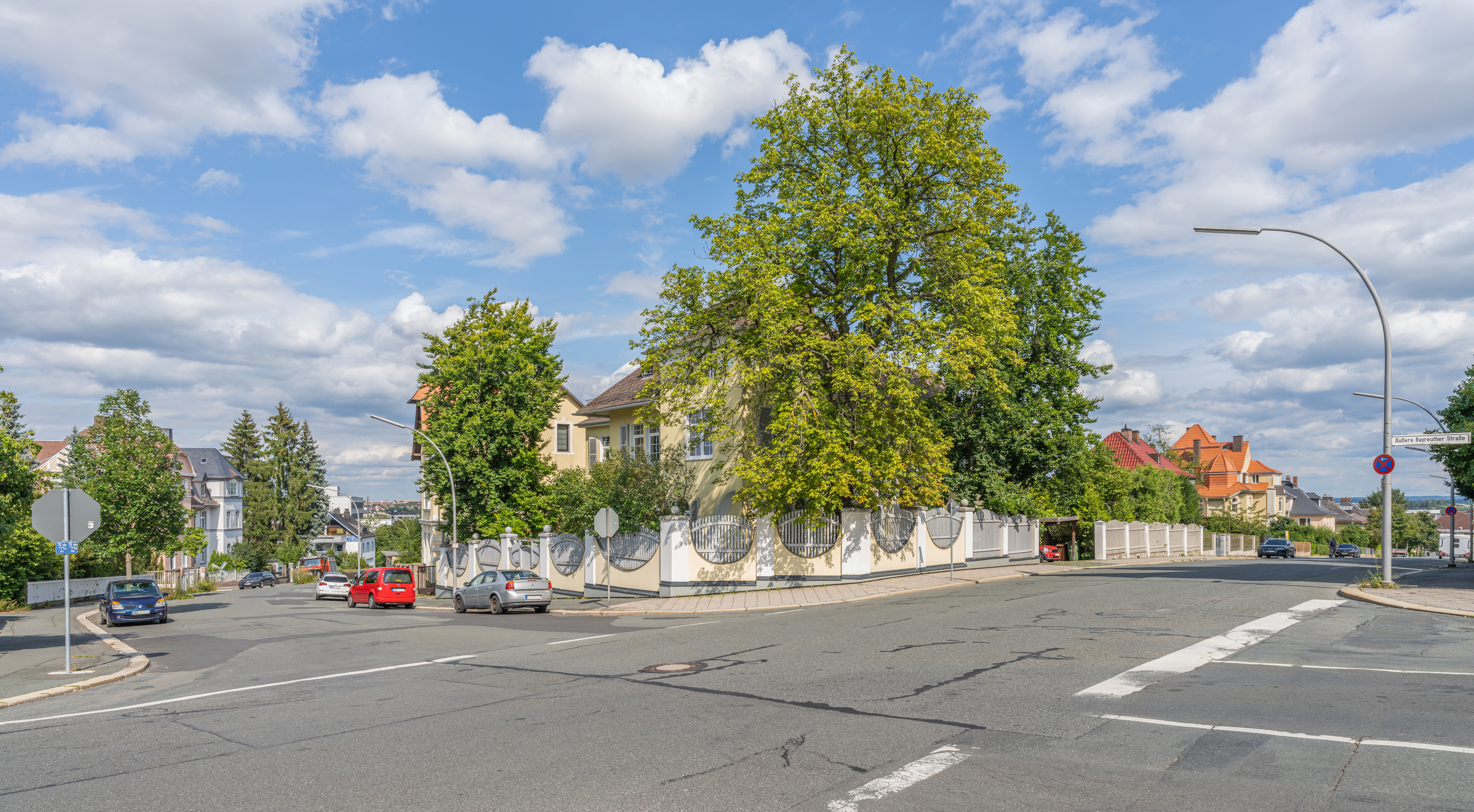
Kreuzung August-Mohl-Straße/Äußere Bayreuther Straße/Parsevalstraße
Heinrich-Gerber-Denkmal
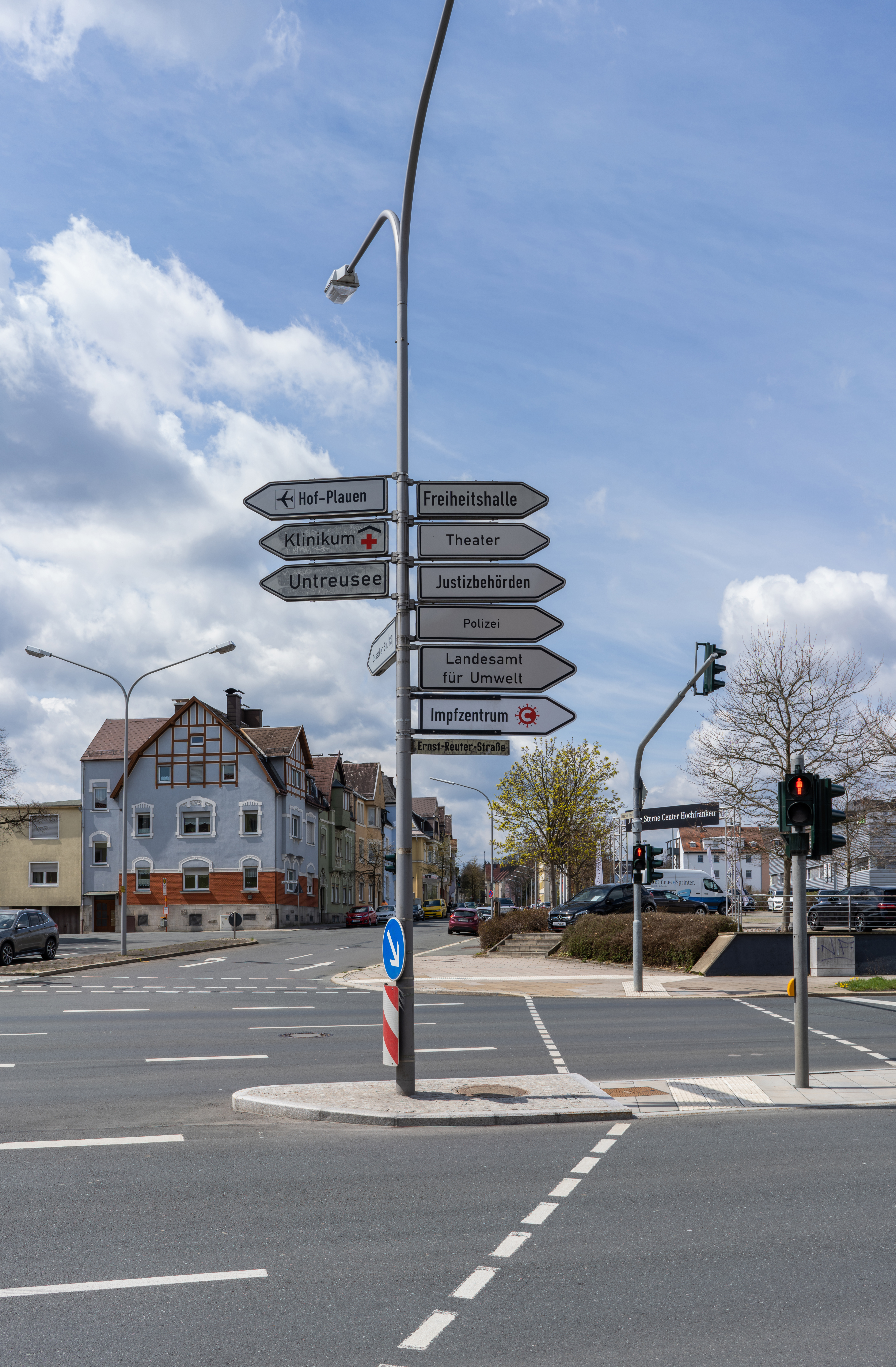
Kreuzung Ernst-Reuter-Straße/Ossecker Straße
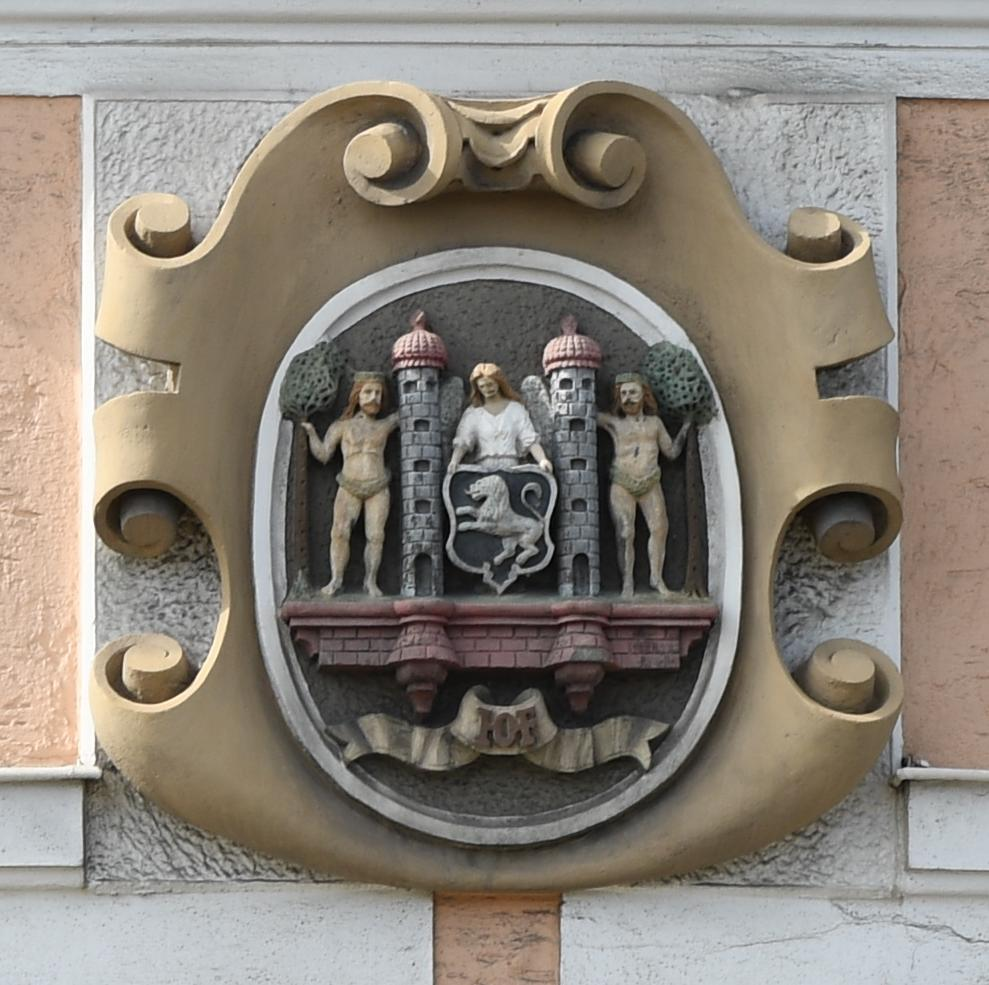
Wappen an einem Gebäude mit dem Stadtnamen „H-O-F“
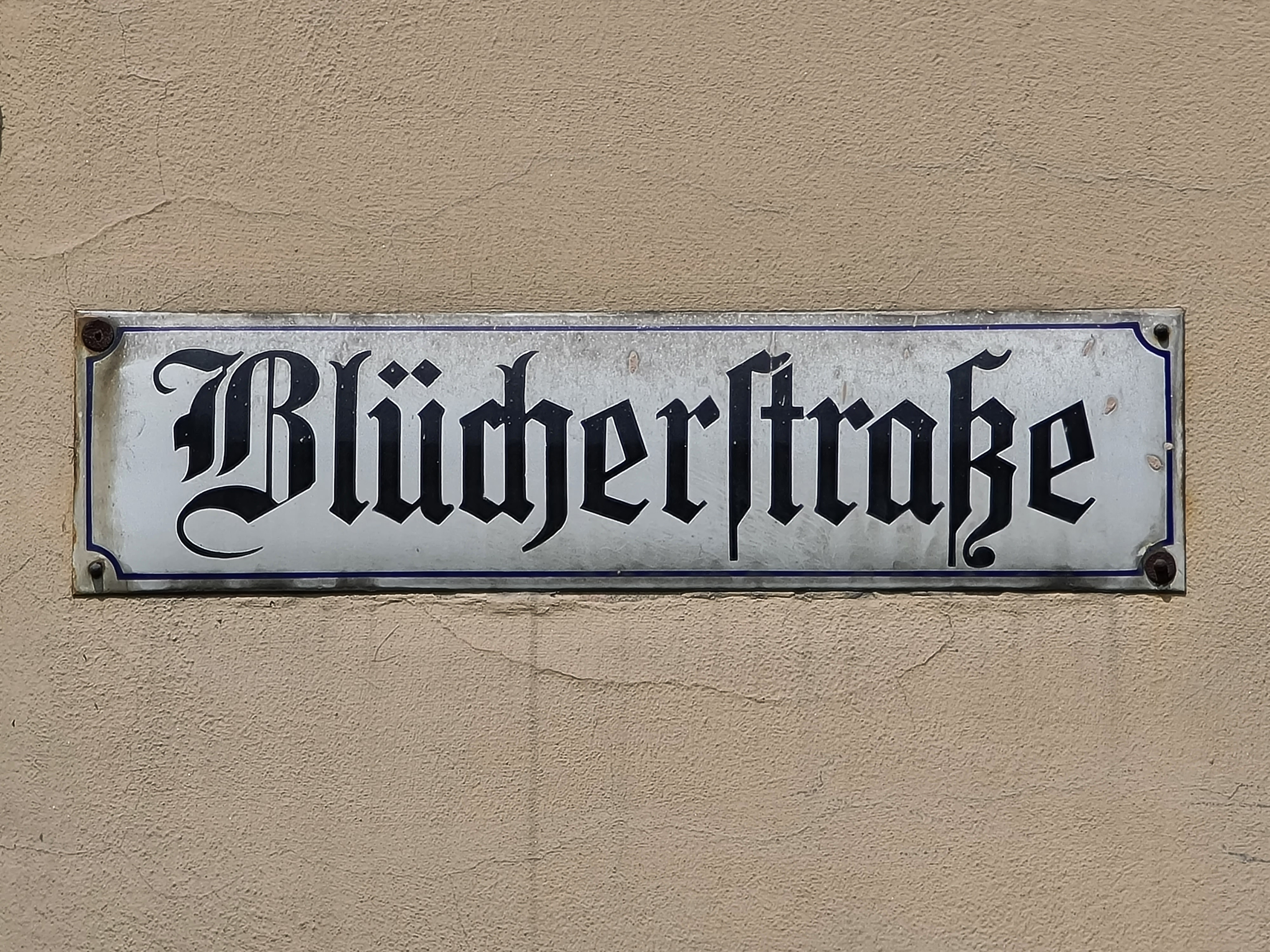
Straßenschild Blücherstraße
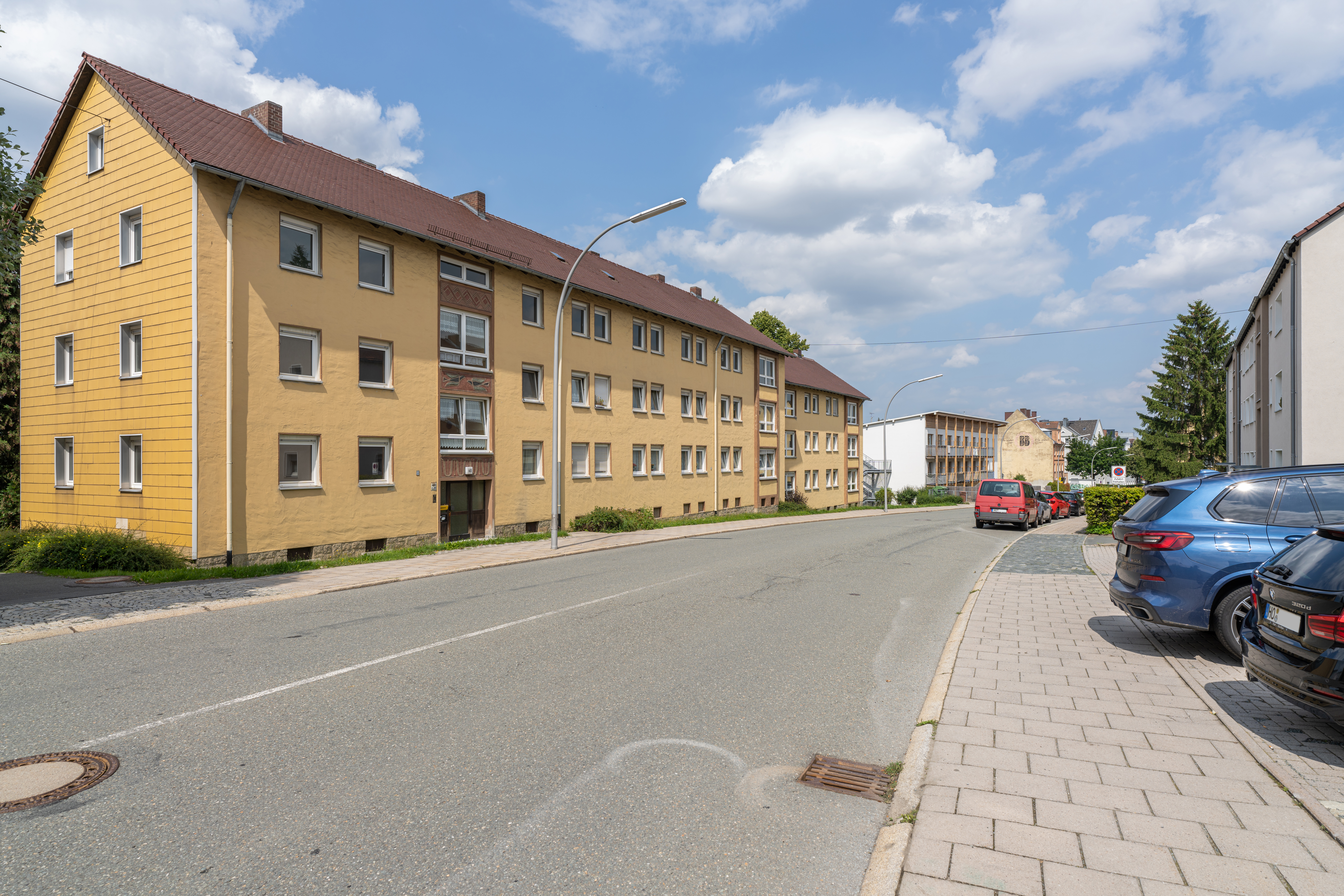
Blücherstraße
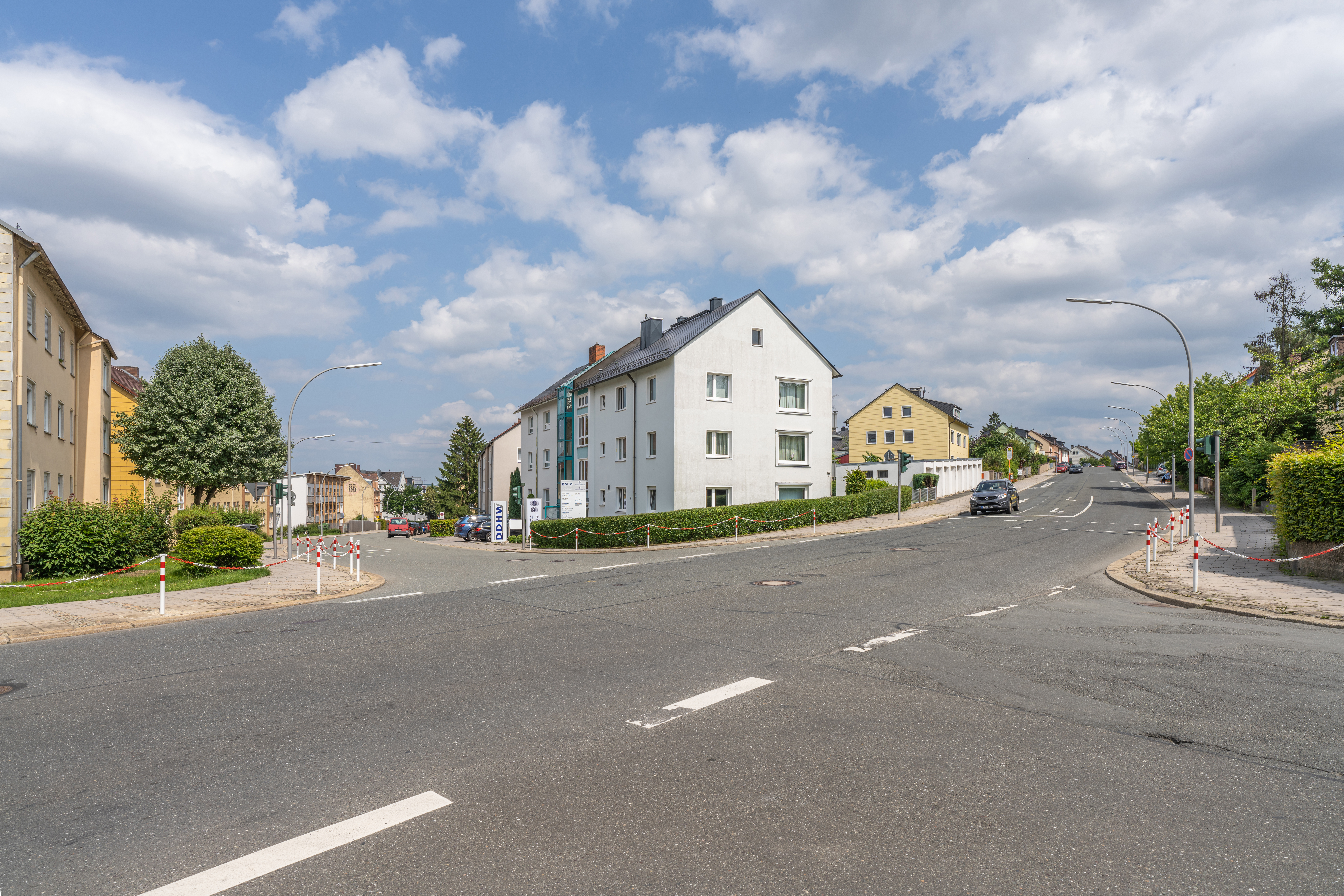
August-Mohl-Straße
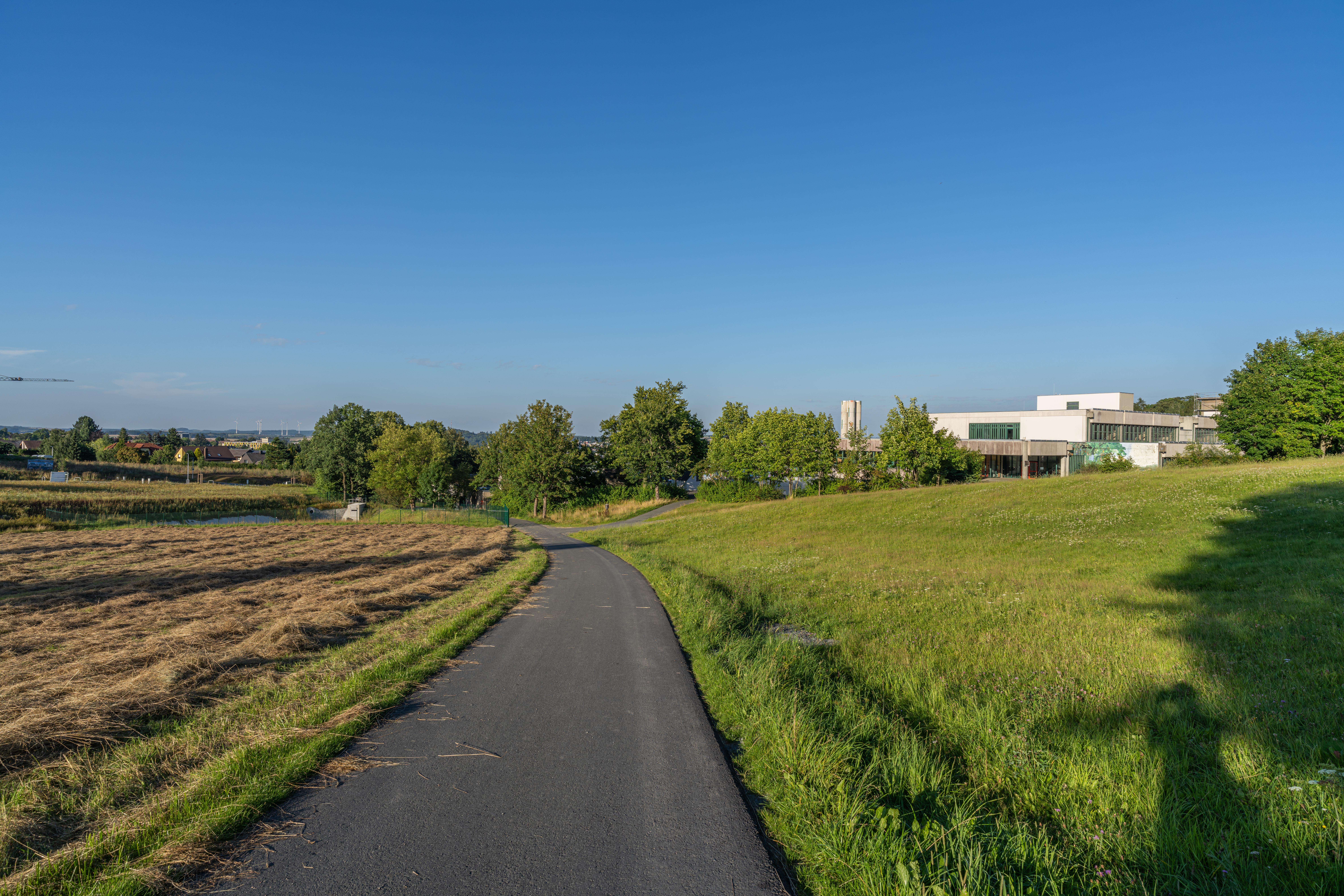
Rosenbühler Weg mit dem Schulzentrum
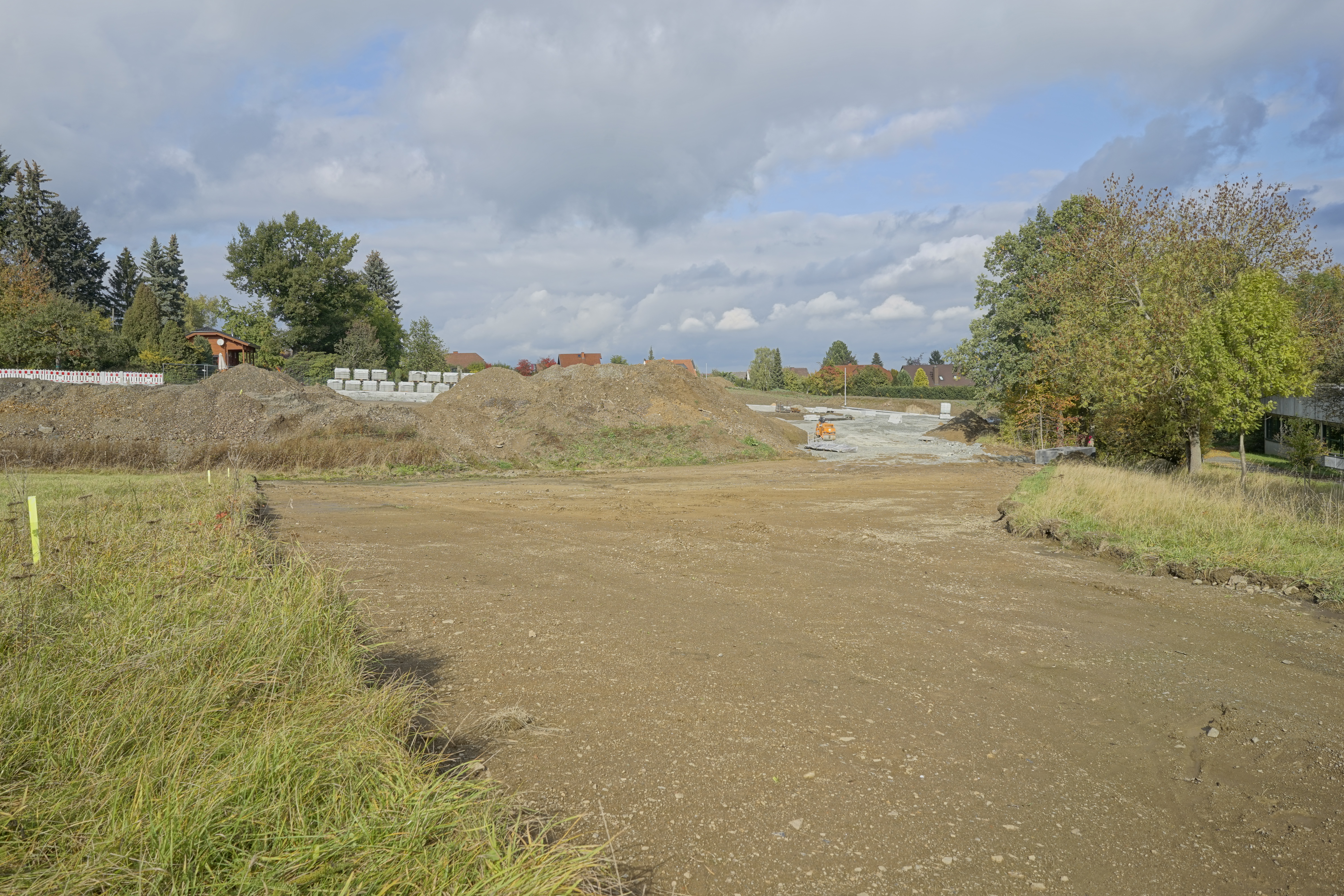
Erschließung des Wohngebiets Rosenbühl